# جداء نصف مباشر
في الرياضيات، وتحديدًا في نظرية الزمر، مفهوم الجداء نصف المباشر هو تعميم الجداء المباشر. هناك مفهومان مرتبطان ارتباطًا وثيقًا بالجداء نصف المباشر: جداء نصف مباشر داخلي هو طريقة معينة يمكن من خلالها إنشاء مجموعة من مجموعتين فرعيتين، واحدة منها هي مجموعة فرعية عادية، في حين يكون الجداء نصف المباشر الخارجي جداءً ديكارتيًا كمجموعة، ولكن مع عملية ضرب معينة. كما هو الحال مع الجداءات المباشرة، هناك تكافؤ طبيعي بين الجداءات نصف المباشرة الداخلية والخارجية، وكلاهما يشار إليه ببساطة كجداءات نصف مباشرة.
بالنسبة للمجموعات المحدودة، توفر نظرية Schur – Zassenhaus شرطًا كافيًا لوجود تحلل الجداء نصف المباشر (a.k.a. splitting extension).

## تعريفات الجداء نصف المباشر الداخلي
بالنظر إلى المجموعة G ذات عنصر محايد e ومجموعة فرعية H ومجموعة فرعية عادية N ◁ G؛ ثم تعادل العبارات التالية:
- G هي جداء مجموعات فرعية، G = NH، حيث يوجد للمجموعات الفرعية تقاطع بسيط، N ∩ H = {e}.